# Dock Sud
Dock Sud is een plaats in het Argentijnse bestuurlijke gebied Avellaneda in de provincie Buenos Aires. De plaats telt 35.897 inwoners.